# Gor Khatchikyan
Gor Khatchikyan (Leninakan, 28 januari 1987) is een Armeens-Nederlandse arts, schrijver en spreker. Hij verwierf landelijke bekendheid door in 2012 het VPRO-programma Premier gezocht te winnen. Tijdens de coronacrisis kwam hij opnieuw in het nieuws door optredens in talkshows, krantenberichten en vlogs in het programma #Frontberichten door zijn werk als spoedeisendehulparts in het St. Antonius Ziekenhuis in Nieuwegein.

## Levensloop
Khatchikyan werd geboren in Armenië, waarvandaan zijn familie op zijn twaalfde moest vluchten. Zo kwamen ze in Nederland terecht. Zijn tienerjaren bracht hij door op Texel waar hij een baptistengemeente bezocht en zich bekeerde tot het christelijk geloof. Khatchikyan begon zijn studie geneeskunde aan de Universiteit van Amsterdam toen hij uitgeprocedeerd asielzoeker was, maar door het generaal pardon werd hij uiteindelijk officieel Nederlander.
In diezelfde tijd was hij ook panellid van het tv-programma VARA's Nieuwe Lagerhuis. In 2012 deed hij mee met het programma Premier gezocht, dat hij in de laatste aflevering won. In 2015 verscheen zijn boek De gelukzoeker. Inmiddels is hij werkzaam als arts. Ook treedt hij regelmatig, met name in christelijke kringen, op als spreker over diverse onderwerpen. Hij was hoofdspreker tijdens de conferentie 'Opwekking' op 5 juni 2017.